# Renate Garisch-Culmberger
Renate Garisch-Culmberger, mariée Boy et née le 24 janvier 1939 à Pillau en province de Prusse-Orientale et morte le 5 janvier 2023, est une ancienne athlète est-allemande spécialiste du lancer du poids dans les années 1960-1970. Son plus grand succès est une médaille d'argent aux Jeux olympiques d'été de 1964, où elle a concouru au sein de l'Équipe unifiée d'Allemagne.

## Palmarès

### Jeux olympiques
- Jeux olympiques de 1960 à Rome ( Italie) 
  - 6e au lancer du poids
- Jeux olympiques de 1964 à Tokyo ( Japon) 
  -  Médaille d'argent au lancer du poids
- Jeux olympiques de 1968 à Mexico ( Mexique) 
  - 5e au lancer du poids

### Championnats d'Europe d'athlétisme
- Championnats d'Europe d'athlétisme 1962 à Belgrade ( Yougoslavie)
  -  Médaille d'argent au lancer du poids
- Championnats d'Europe d'athlétisme de 1969 à Athènes ( Royaume de Grèce)
  - 5e au lancer du poids